# Mozarabo
Mozàrabo (proveniente dall'arabo mustaʿrib مستعرب, che vuol dire "arabizzato"), era il cristiano che viveva nei domini musulmani della Penisola Iberica in qualità di dhimmī, durante il periodo che va dall'VIII al XV secolo, tra i cristiani più noto come Reconquista.

## Storia
I mozarabi erano governati da propri magistrati, mantenevano alcune libertà religiose nella propria chiesa con il rito mozarabico e l'organizzazione visigota.
Man mano che i re cristiani progredivano nella conquista della penisola iberica, crebbe l'intolleranza verso loro in al-Andalus a causa del sospetto di connivenza col nemico. I mozarabi trovarono una forma di collaborazione coi cristiani del nord ai quali apportarono l'esperienza della cultura visigota e l'influenza della cultura musulmana. Tradizionalmente la loro arte viene ancora chiamata mozaraba.

## Lingua
Si chiama lingua mozarabica l'insieme delle Lingue romanze che si parlavano nella Penisola iberica e che si scrivevano sia in Alfabeto arabo, sia in Alfabeto latino. Oggi ci è possibile conoscerla grazie a poeti arabi che composero liriche sia in arabo, sia in mozarabo.